# Tamassos
Tamassos (grec: Ταμασσόςς) ou Tamasos (grec: Τἀμασος) est une cité grecque antique située sur l'île de Chypre, devenu un site archéologique, situé dans la partie centrale de l’île.

## Localisation
Le site est situé dans la grande plaine centrale de l'île, au sud-est de Soles, sur la route du site de Soles à Tremithus (ou Tremetousia). Il est un peu à l’écart de la route menant de Nicosie au Mont Olympe.
Aujourd'hui, il est réparti sur les territoires des villages de Psimolofou, Episkopeio, Pera Orinis, Ergates, Politiko, Kampia, Analyontas et Kapedes. Il borde notamment le village de Politiko, à environ 21 kilomètres au sud-ouest de la capitale, Nicosie.

## Variantes orthographiques
Un article de Sophrone Pétridès dans la Catholic Encyclopedia de 1912 indique que les pièces de monnaie de la cité antique énoncent le toponyme avec le double s (Tamassos, Tamassus) . D’autres articles font prévaloir l'orthographe avec un seul s (Tamasos, Tamasus), citant Pline, Strabon, Ovide, Eustathe, Constantin Porphyrogénète et Nonnos de Panopolis, et les signatures des évêques qui ont participé respectivement au deuxième Concile œcuménique et au quatrième,.
Le gouvernement de Chypre a publié en 1964 un cachet qui fait référence à la ville antique en tant que Ταμασός en grec et tamasus en anglais. Le Département chypriote des Antiquités utilise les deux formes, tandis que les instituts archéologiques américains, anglais ou français utilisent la formulation avec double s,,.

## Histoire
Une inscription assyrienne d'environ 673 av. J.-C. (indexée sous l’appellation de prisme d’Assarhaddon), mentionne Tamesi  comme une cité-État ayant son propre roi qui rend hommage à l'Empire néo-assyrien ,.
Des nécropoles de la période assyrienne ont été mises au jour au XIXe siècle, avec des chambres funéraires dédiées à des rois et des nobles. Un moment indépendante, et partagée en une dizaine de royaumes, l'île reçoit ensuite l'influence de plus en plus forte des cités grecques et des puissants voisins perses. Après Alexandre le Grand, la cité de Tamassos fait partie du monde hellénistique puis est englobée dans les possessions romaines. Elle honore Apollon par un sanctuaire. Une tête de bronze d'Apollon, dite Chatsworth a été découverte sur place, en 1836, près de la rivière Pediaeos, dans la partie septentrionale du site. Tête et bras se sont détachés lorsque l’ensemble statutaire dont ils sont issus a été extrait du sol, et l’œuvre a été vendue, en morceaux, au poids du métal. La tête a été acquise ultérieurement, en 1838 ou 1839, par un aristocrate anglais, le duc de Devonshire, qui l’a installée dans son domaine de Chatsworth, dont elle a gardé le nom. En 1885 ou en 1888-1889, Max Ohnefalsch-Richter a retrouvé l’emplacement du sanctuaire d’où provient la statue et y a trouvé d’autres fragments de statues en bronze. Après cette découverte, la localisation précise du sanctuaire a été perdue. Durant l'automne 2020, une campagne de fouilles archéologiques effectuée par une équipe allemande des universités de Francfort et de Kiel, l'a retrouvé grâce à un sondage Lidar en collaboration avec l'université de Chypre, dans une vallée à proximité du village de Pera Oreinis (en).
Au lieu-dit Chomazourka, des traces de constructions d'une basilique paléochrétienne ont été découvertes, ainsi que des tombes de la même période,.

## Évocation littéraire
Compte tenu des mines de cuivre dans cette région, le site peut correspondre au Témése mentionné par Homère dans l’Odyssée (Odyssée, I, 184), bien que cette hypothèse soit contestée par certains chercheurs,.
« Μέντης Ἀγχιάλοιο δαΐφρονος εὔχομαι εἶναι
νῦν δ' ὧδε ξὺν νηῒ κατήλυθον ἠδ' ἑτάροισι,
πλέων ἐπὶ οἴνοπα πόντον ἐπ' ἀλλοθρόους ἀνθρώπους,
ἐς Τεμέσην μετὰ χαλκόν, ἄγω δ' αἴθωνα σίδηρον. »
« J'ai mon navire et mon équipage
Sur le noir océan, je vais à Témése
Chez des gens qui parlent une autre langue
Troquer mon fer étincelant contre du bronze »
Le cuivre était à l’époque la principale source de commerce de l'île.